# عائلة كوجوجي
عائلة كوجوجي كانت عائلة نبيلة إيرانية موطنها تبريز في إيران، وكانت موجودة من القرن الخامس عشر إلى القرن الثامن عشر. أول عضو معروف من العائلة هو الأمير زكريا، وهو ضابط خدم في الأصل كوزير لاتحاد آق قويونلو، لكنه غير ولاءه لاحقًا إلى الملك الصفوي (الشاه) إسماعيل الأول (حكم من 1501 إلى 1524)، وعينه وزيرًا له، وبالتالي أصبح أول وزير للدولة الصفوية. توفي زكريا فيما بعد عام 1512/3.
في عام 1523، عيّن إسماعيل ابن زكريا المُسمى جلال الدين محمد التبريزي وزيرًا له، ولكن بعد وفاة إسماعيل في عام 1524، قُتل جلال الدين محمد على يد أحد المتمردين من قبيلة الروملو، وخلفه جعفر سافجي. كان ابن أخ زكريا، محمد بك كوجوجي، سكرتيرًا (كاتبًا أو حاجبًا) للأمير الصفوي بهرام ميرزا.
وهناك أيضًا أفراد آخرون بارون للعائلة مثل علاء الدين صديق كوجوجي.